# Crocifissione di Santa Maria degli Angeli
La Lunetta della Crocifissione con santi è un affresco staccato (270x347 cm) di Andrea del Castagno, databile al 1455 circa e conservato nel Museo del Cenacolo di Sant'Apollonia a Firenze.

## Storia
L'affresco si trovava in una lunetta del chiostro del monastero di Santa Maria degli Angeli a Firenze, dove venne vista da numerosi autori antichi, come l'Anonimo Gaddiano e il Vasari, che la citò in entrambe le edizioni delle Vite come situata "nella testa del chiostro sopra l'orto".
Il Richa scrisse che l'opera era stata scialbata e riscoperta da un monaco camaldolese del convento. Milanesi, Cavalcaselle e Crowe non giudicarono l'opera autografa, forse influenzati anche dalla collocazione scarsamente illuminata in cui la videro. In tempi più recenti l'affresco fu considerato dalla critica come di mano del maestro. Incerta è la datazione: Salmi e la Horster la ascrissero al periodo ultimo dell'artista, che è l'ipotesi più accettata.

## Descrizione e stile
L'opera è esemplare della forza espressiva di Andrea del Castagno, con le figure atteggiate in pose naturali e realistiche, derivate dalla meditazione sull'opera di Donatello, dipinte con una perfetta cognizione anatomica (come dimostra il corpo del Cristo) e con un chiaroscuro incisivo derivato da Masaccio, ma intonato a tinte più decise e ad effetti luminosi e coloristici più netti. La figura di Cristo crocifisso domina la scena, su un semplice sfondo blu che ricorda le opere conventuali di Beato Angelico. Ai suoi lati si trovano quattro santi: da sinistra san Romualdo (fondatore dei Camaldolesi), Maria, Giovanni apostolo e san Benedetto fondatore del monachesimo occidentale).
Di grande effetto sono i panneggi delle vesti ampie e cadenti, che creano pieghe profonde e ombrose di grande espressività. Sul mantello di Maria si notano cadute del colore blu che ha scoperto le parti in ombra rivelando la preparazione chiara sottostante, con l'effetto di creare un'ombreggiatura al negativo rispetto a quella pensata dall'artista.